# Bundesstraße 315
De Bundesstraße 315 (afkorting: B 315) is een bundesstraße in de Duitse deelstaat Baden-Württemberg.
De weg begint bij Titisee-Neustadt en Bonndorf naar de Zwitserse grens bij Stühlingen. De weg is 38 kilometer lang

## Routebeschrijving
De weg begint op de zuidoostelijke oever van de Titisee, ten zuidoosten van de stad Titisee-Neustadt op de kruising met de B 317 en de B 500. De B315e loopt verder door de plaatsen Lenzkirch, Gündelwangen, Bonndorf im Schwarzwald en Schwaningen en sluit ten zuidoosten van Stühlingen–Weizen aan op de B314, Samen lopen ze naar een kruising in de oostelijke randweg van Stühlingen waar de B315 naar het oosten afbuigt om bij de Zwitserse grens aan te sluiten op de H 14 richting Schaffhausen.
B2 · B2a · B2R · B3 · B4 · B4R · B8 · B10 · B11 · B12 · B13 · B13n · B14 · B15 · B15n · B16 · B17 · B18 · B19 · B20 · B21 · B22 · B23 · B25 · B26 · B26a · B27 · B28 · B28a · B29 · B30 · B31 · B31a · B32 · B33 · B33a · B34 · B35 · B36 · B37 · B38 · B38a · B39 · B44 · B45 · B47 · B85 · B89 · B131n · B173 · B276 · B278 · B279 · B285 · B286 · B287 · B289 · B290 · B291 · B292 · B293 · B294 · B295 · B296 · B297 · B298 · B299 · B300 · B301 · B302 · B303 · B304 · B305 · B306 · B307 · B308 · B309 · B310 · B311 · B312 · B313 · B314 · B315 · B316 · B317 · B318 · B319 · B340 · B378 · B388 · B415 · B425 · B426 · B462 · B463 · B464 · B465 · B466 · B467 · B468 · B469 · B470 · B471 · B472 · B491 · B492 · B500 · B505 · B512 · B523 · B532 · B533 · B535 · B588 · B999